# Висока струковна школа за предузетништво Београд
Висока струковна школа за предузетништво Београд једна је од приватних високих школа у Београду. Налази се у улици Мајке Јевросиме 15.

## Историјат
Висока струковна школа за предузетништво је основана 2005. године као прва школа овог образовног профила у Србији. Реализују основне студије у трајању од три године и специјалистичке студије у трајању од једне године. Звање које се добија завршетком школовања су Струковни менаџер и Струковни менаџер–специјалиста. Поред предавања, наставни процес се одвија кроз радионице, гостовања угледних личности из јавног и приватног сектора и средњих школа из области менаџмента, маркетинга, менаџмента људских ресурса, односа са јавношћу, девизног пословања, финансијског менаџмента, безбедности информација и стручне праксе из области рачуноводства за средњошколце четвртог разреда. На основним студијама садрже образовне профиле Менаџмент продаје, Менаџмент и бизнис, Менаџмент безбедности и ИТ Бизнис, а на специјалистичким студијама образовне профиле Предузетнички менаџмент и Корпоративна безбедност.